# 왕장 (의춘희후)
왕장(王章, ? ~ 기원전 3년)은 전한 말기의 제후로, 제남군 사람이다. 승상 왕흔의 증손으로, 아버지 왕함은 태상을 지냈다.

## 행적
원연 3년(기원전 10년), 왕함의 뒤를 이어 의춘후(宜春侯)에 봉해졌다.
의춘희후 8년(기원전 3년)에 죽으니 시호를 희(釐)라 하였고, 아들 왕강이 작위를 이었다.

## 출전
- 반고, 《한서》 권18 외척은택후표

| 선대 아버지 의춘효후 왕함 | 전한의 의춘후 기원전 10년 ~ 기원전 3년 | 후대 아들 왕강 |